# Sezon 2006 w tenisie ziemnym

## Turnieje wielkoszlemowe
- Cztery finały w grze pojedynczej kobiet osiągnęła Justine Henin-Hardenne, wygrywając tylko jeden z nich - French Open. To pierwsze takie osiągnięcie od czynu Martiny Hingis z 1997 roku (zobacz: Finalistki tenisowych turniejów wielkoszlemowych).
- Roger Federer osiągnął cztery finały wielkoszlemowe w singlu mężczyzn, zwyciężył w trzech z nich, nie triumfując jedynie na kortach Rolanda Garros.
- Amélie Mauresmo wygrała najwięcej - dwa - tytuły wielkoszlemowe w sezonie. W finałach Australian Open i Wimbledonu pokonała Justine Henin-Hardenne, przy czym w Melbourne Belgijka skreczowała. Mauresmo przez większą część sezonu była liderką światowego rankingu.
- Séverine Brémond, kwalifikantka z Francji, osiągnęła ćwierćfinał Wimbledonu, ulegając w nim Justine Henin-Hardenne.
- Najniżej rozstawioną zawodniczką, która doszła do ćwierćfinału US Open, była Tatiana Golovin, rozstawiona z numerem 27.
- Martina Navrátilová zdobyła kolejny tytuł wielkoszlemowy w grze mieszanej na US Open.

## Osiągnięcia Polaków
- Polka Agnieszka Radwańska wygrała juniorski French Open w singlu, nie tracąc przy tym ani jednego seta. Co ciekawe, w grze singlowej kobiet na tym turnieju również został ustanowiony taki rekord.
- Agnieszka Radwańska zadebiutowała w zawodowym turnieju wielkoszlemowym na Wimbledonie. Otrzymała dziką kartę, która uprawniła ją do startu. Pokonała najpierw Wiktoryję Azarankę, dalej Cwetanę Pironkową i Tamarine Tanasugarn. Uległa w dwóch setach 2/6 2/6 w czwartej rundzie Kim Clijsters.
- Polski debel Grzegorz Panfil / Błażej Koniusz odniósł zwycięstwo w juniorskim Australian Open w grze podwójnej chłopców.
- Agnieszka Radwańska dotarła do półfinału turnieju FORTIS Championships Luxembourg w Luksemburgu, pokonując między innymi Venus Williams i Jelenę Diemientjewą.
- Mariusz Fyrstenberg i Marcin Matkowski zakwalifikowali się do turnieju Masters w grze podwójnej.

## Wielcy nieobecni sezonu
- Z kontuzjami borykały się niegdyś czołowe tenisistki świata, siostry Venus i Serena Williams. Obydwie Amerykanki zagrały niewiele turniejów, co spowodowało znaczny spadek w rankingach światowych. Venus nie obroniła tytułów wielkoszlemowych, wywalczonych w 2005 roku.
- Amerykanka Lindsay Davenport, która rozpoczynała sezon jako liderka rankingu światowego, wystąpiła tylko w kilku turniejach. Jej najlepszym rezultatem był finał w New Haven, który poddała z powodu kontuzji ramienia. W grudniu Lindsay oznajmiła, iż spodziewa się dziecka i nie wie, czy wznowi sportową karierę.
- Francuzka Mary Pierce tylko kilka razy pojawiła się na światowych kortach, osiągając finał w jednym z turniejów halowych na początku sezonu. Próbę wznowienia gry w sezonie przerwała jej poważna kontuzja podczas meczu w drugiej rundzie turnieju w Linzu przeciwko Wierze Zwonariowej. Pierce przejdzie operację kolana i nie będzie grała co najmniej przez połowę sezonu 2007.

## Nowe twarze i objawienia sezonu
- Agnieszka Radwańska - zadebiutowała w turnieju zawodowym na J&S Cup 2006, gdzie sprawiła sensację, eliminując Anastasiję Myskinę. Przegrała w ćwierćfinale z Jeleną Diemientjewą. Wygrała juniorski French Open, doszła do czwartej rundy zawodowego Wimbledonu. Osiągnęła półfinał w Luksemburgu. Awansowała do czołowej setki rankingu i została pierwszą rakietą Polski.
- Kaia Kanepi - osiągnęła finał turnieju w Hasselt, grając wcześniej mecze kwalifikacyjne. Przegrała tam z Kim Clijsters. To pierwsza Estonka, która zagrała w finale zawodowej imprezy tenisowej.

## Powroty na światowe korty
- Martina Hingis - wznowiła karierę tenisową po niemalże czteroletniej przerwie, spowodowanej kontuzją. Wygrała dwa turnieje: w Rzymie i Kalkucie. Doszła do ćwierćfinałów Australian Open i French Open.

## Zakończyli karierę
- Amerykanin Andre Agassi zakończył karierę sportową podczas turnieju US Open w Nowym Jorku. Agassi przegrał w trzeciej rundzie z rewelacją imprezy, Niemcem Benjaminem Beckerem.